# David Vetchý
David Vetchý (* 25. ledna 1972 Čeladná) je český farmaceut, chemik a vysokoškolský učitel, od roku 2021 děkan Farmaceutické fakulty Masarykovy univerzity.
Absolvoval studium na Přírodovědecké fakultě Masarykovy univerzity a na Farmaceutické fakultě Veterinární a farmaceutické univerzity Brno (FaF VFU). K roku 2021 pracoval na Ústavu farmaceutické technologie, který se v roce 2020 vyčlenil z FaF VFU a byl začleněn pod nově vzniklou Farmaceutickou fakultu MUNI.
V březnu 2021 byl zvolen prvním řádně zvoleným děkanem Farmaceutické fakulty Masarykovy univerzity, když ve volbě porazil dosavadní pověřenou děkanku Radku Opatřilovou a proděkanku Petru Bořilovou Linhartovou. Funkce se ujal v dubnu 2021. O pouhý měsíc později byl jmenován profesorem na Farmaceutické fakultě Univerzity Karlovy v Hradci Králové. V prosinci 2024 funkci děkana fakulty obhájil, když získal všech 20 hlasů členů akademického senátu fakulty.
Ve volném čase se věnuje mj. sportu.